# V.24
V.24 Seznam definic pro obvody rozhraní mezi koncovým zařízením přenosu dat a zařízením ukončujícím datový okruh je doporučení ITU-T definující funkci jednotlivých obvodů rozhraní. Spolu s doporučením V.28, které definuje elektrické a signálové parametry jsou standardem popisujícím sériové rozhraní a vycházejí ze standardu EIA RS-232 přijatého v roce 1962.
Další doporučení, která doplňují V.24 definicí elektrických parametrů jsou V.10, V.11, V.12, V.31 a V.31 bis.

## Používané konektory
Podle doporučení V.24 má být rozhraní realizováno pomocí konektorů definovaných v ISO/IEC 2110 (25pólový), ISO/IEC 11569 (26pólový), ISO/IEC 13575 (50pólový) nebo ISO/IEC 4902 (37pólový).

## Obvody rozhraní
| Čís.  | Jméno obvodu                                   | Jméno obvodu                                   | Zem | Data | Data | Řízení | Řízení | Časování | Časování |
| Čís.  | Jméno obvodu                                   | Jméno obvodu                                   | Zem | U→K  | K→U  | U→K    | K→U    | U→K      | K→U      |
| ----- | ---------------------------------------------- | ---------------------------------------------- | --- | ---- | ---- | ------ | ------ | -------- | -------- |
| 102   | Signálová zem nebo společný vodič              | Signal ground or common return                 | X   |      |      |        |        |          |          |
| 102a  | Společný vodič KZD                             | DTE common return                              | X   |      |      |        |        |          |          |
| 102b  | Společný vodič UZD                             | DCE common return                              | X   |      |      |        |        |          |          |
| 102c  | Společný vodič UZD                             | Common return                                  | X   |      |      |        |        |          |          |
| 103   | Vysílaná data                                  | Transmitted data                               |     |      | X    |        |        |          |          |
| 104   | Přijímaná data                                 | Received data                                  |     | X    |      |        |        |          |          |
| 105   | Požadavek vysílání                             | Request to send                                |     |      |      |        | X      |          |          |
| 106   | Připravenost k vysílání                        | Ready for sending                              |     |      |      | X      |        |          |          |
| 107   | Datový soubor připraven                        | Data set ready                                 |     |      |      | X      |        |          |          |
| 108/1 | Připojit data na vedení                        | Connect data set to line                       |     |      |      |        | X      |          |          |
| 108/2 | Připravenost KZD                               | Data terminal ready                            |     |      |      |        | X      |          |          |
| 109   | Detektor signálu na přijímacím vedení          | Data channel received line signal detector     |     |      |      | X      |        |          |          |
| 111   | Výběr rychlosti od KZD                         | Data signal rate selector (DTE)                |     |      |      |        | X      |          |          |
| 112   | Výběr rychlosti od UZD                         | Data signal rate selector (DCE)                |     |      |      | X      |        |          |          |
| 113   | Časování značek pro vysílač od KZD             | Transmitter signal element timing (DTE)        |     |      |      |        |        |          | X        |
| 114   | Časování značek pro vysílač od UZD             | Transmitter signal element timing (DCE)        |     |      |      |        |        | X        |          |
| 115   | Časování značek pro přijímač od UZD            | Receiver signal element timing (DCE)           |     |      |      |        |        | X        |          |
| 116/1 | Přepínání na zálohu v přímém režimu            | Back-up switching in direct mode               |     |      |      |        | X      |          |          |
| 116/2 | Přepínání na zálohu v autorizovaném režimu     | Back-up switching in authorized mode           |     |      |      |        | X      |          |          |
| 117   | Indikátor připravenosti                        | Standby indicator                              |     |      |      | X      |        |          |          |
| 118   | Data vysílaná do zpětného kanálu               | Transmitted backward channel data              |     |      | X    |        |        |          |          |
| 119   | Data přijímaná ze zpětného kanálu              | Received backward channel data                 |     | X    |      |        |        |          |          |
| 120   | Linkový signál na vysílací zpětný kanál        | Transmit backward channel line signal          |     |      |      |        | X      |          |          |
| 121   | Připravenost zpětného kanálu                   | Backward channel ready                         |     |      |      | X      |        |          |          |
| 122   | Detektor přijímaného signálu ve zpětném kanálu | Backward channel received line signal detector |     |      |      | X      |        |          |          |
| 125   | Indikátor příchozího volání                    | Calling indicator                              |     |      |      | X      |        |          |          |
| 126   | Výběr vysílací frekvence                       | Select transmit frequency                      |     |      |      |        | X      |          |          |
| 128   | Časování značek pro přijímač od KZD            | Receiver signal element timing (DTE)           |     |      |      |        |        |          | X        |
| 131   | Časování přijímaných znaků (od UZD)            | Received character timing (DCE source)         |     |      |      |        |        | X        |          |
| 133   | Připravenost příjmu                            | Ready for receiving                            |     |      |      |        | X      |          |          |
| 134   | Přijímaná data přítomná                        | Received data present                          |     |      |      | X      |        |          |          |
| 135   | Přijímaná energie přítomná                     | Received energy present                        |     |      |      | X      |        |          |          |
| 137   | Časování vysílaných znaků (od KZD)             | Transmitted character timing (DTE source)      |     |      |      |        |        |          | X        |
| 138   | Časování vysílaných znaků (od UZD)             | Transmitted character timing (DCE source)      |     |      |      |        |        | X        |          |
| 140   | Smyčka test                                    | Loopback/Maintenance test                      |     |      |      |        | X      |          |          |
| 141   | Lokální smyčka                                 | Local loopback                                 |     |      |      |        | X      |          |          |
| 142   | Indikátor testu                                | Test indicator                                 |     |      |      | X      |        |          |          |